# Steins;Gate
Steins;Gate là một visual novel phát triển bởi 5pb. và Nitroplus. Đây là game thứ 2 thuộc loạt Science Adventure, sau Chaos;Head. Cốt truyện theo chân một nhóm học sinh khi họ tìm ra và phát triển công nghệ có thể giúp mình thay đổi quá khứ. Gameplay của Steins;Gate dựa theo cốt truyện phi tuyến tính giúp tạo ra nhiều kịch bản phân nhánh khác nhau tùy theo sự tương tác của người chơi.
Steins;Gate phát hành cho hệ máy Xbox 360 vào ngày 15 tháng 10 năm 2009. Trò chơi được chuyển thể thành phiên bản dành cho Windows vào ngày 26 tháng 8 năm 2010, PlayStation Portable ngày 23 tháng 6 năm 2011, iOS ngày 25 tháng 8 năm 2011, PlayStation 3 ngày 24 tháng 5 năm 2012, PlayStation Vita ngày 14 tháng 2013, và Android ngày 27 tháng 6 năm 2013. Game được nhóm phát triển mô tả như là một dạng "giả thiết khoa học ADV" (想定科学ADV Sōtei Kagaku ADV). JAST USA phát hành phiên bản dành cho PC ở thị trường Bắc Mỹ vào ngày 31 tháng 3 năm 2014, bằng cả hai hình thức digital và bộ collector's edition, trong khi PQube phát hành bản PS3 và Vita tại Bắc Mỹ và Châu Âu năm 2015. Ngoài ra, phiên bản tiếng Anh dành cho iOS được phát hành vào ngày 9 tháng 9 năm 2016.
Bộ manga chuyển thể được minh họa bởi Yomi Sarachi bắt đầu xuất bản trong tạp chí Monthly Comic Alive của Media Factory từ ngày 26 tháng 9 năm 2009. Bộ manga thứ hai, minh họa bởi Mizuta Kenji, bắt đầu đăng trên Monthly Comic Blade của Mag Garden ngày 28 tháng 12 năm 2009. Bộ truyện được mua bản quyền phát hành tại Mỹ bởi Udon Entertainment với quyển visual novel đầu tiên ra mắt ngày 12 tháng 1 năm 2016. Bộ anime chuyển thể bởi White Fox công chiếu tại Nhật từ ngày 6 tháng 4 năm 2011 đến ngày 14 tháng 9 năm 2011, và được đăng ký bản quyền tại Bắc Mỹ bởi Funimation. Phim anime Steins;Gate: The Movie − Load Region of Déjà Vu ra mắt tại các rạp ở Nhật từ ngày 20 tháng 4 năm 2013. Đĩa fan disc của trò chơi, Steins;Gate: Hiyoku Renri no Darling, phát hành vào ngày 16 tháng 6 năm 2011. Một phiên bản 8-bit của trò chơi, Steins;Gate: Hen'i Kuukan no Octet, được tung ra vào ngày 28 tháng 10 năm 2011. Một game khác, Steins;Gate: Senkei Kōsoku no Phenogram, ra mắt ngày 25 tháng 4 năm 2013. Game về phần tiếp theo của một nhánh khác câu chuyện, Steins;Gate 0, được phát hành vào ngày 10 tháng 12 năm 2015 cho hệ máy PS3, PlayStation 4 và Vita, với phần mở đầu là một đoạn phim anime.

## Cách chơi

Một cảnh trong Steins;Gate mô tả hệ thống kích hoạt qua điện thoại. Người chơi có thể chọn đường dẫn màu xanh để trả lời tin nhắn.

Cách chơi của Steins;Gate đòi hỏi rất ít tương tác từ người chơi vì phần lớn thời gian dành cho các đoạn hội thoại giữa các nhân vật hoặc độc thoại của nhân vật chính. Cũng giống như các visual novel khác, sẽ có những bước ngoặt trong Steins;Gate nơi người chơi phải ra quyết định ảnh hưởng tới diễn biến tiếp theo của câu chuyện.
Ở những điểm quyết định này, Steins;Gate sử dụng hệ thống "điện thoại kích hoạt" (フォーントリガー fōn torigā, tiếng Anh: phone trigger system) tương tự như hệ thống "delusional trigger" được dùng trong Chaos;Head. Khi người chơi nhận được cuộc gọi từ ai đó, họ có quyền trả lời hoặc bỏ qua. Các tin nhắn nhận được có các từ đặc biệt được gạch dưới và làm nổi bật bằng màu xanh, giống như các đường liên kết trong trình duyệt web, ở đó người chơi có thể chọn vào để trả lời tin nhắn. Người chơi có thể bỏ qua hầu hết các cuộc gọi hay tin nhắn nhưng vẫn sẽ có thời điểm yêu cầu bắt buộc phải trả lời. Tùy thuộc vào lựa chọn của người chơi mà cốt truyện sẽ đi theo những hướng nhất định.

## Cốt truyện

### Bối cảnh và chủ đề
Steins;Gate lấy bối cảnh là vào mùa hè năm 2010, khoảng một năm sau sự kiện diễn ra trong Chaos;Head, ở Akihabara. Những địa danh của Akihabara như trụ sở của đài phát thanh Kaikan đều xuất hiện trong game. Theo Shikura Chiyomaru, trưởng nhóm lập kế hoạch cho Steins;Gate, Akihabara được chọn vì nơi này rất thuận tiện cho việc tìm và mua các linh kiện điện tử, là nơi lí tưởng cho những người thích sáng chế và sửa chữa máy móc. Chủ đề thời gian và du hành thời gian là trọng tâm chính của game. Khái niệm nhân quả được miêu tả nổi bật trong game khi nhân vật chính quay về quá khứ nhiều lần để tìm cách thay đổi những thứ đã xảy ra trong tương lai.

### Nhân vật chính
Người chơi vào vai Okabe Rintarō, nhân vật chính của Steins;Gate. Dù mới 18 tuổi và là sinh viên năm nhất của trường Tokyo Denki University, nhưng Okabe có tính cách quái dị, tự nhận mình là nhà bác học điên với biệt danh Hōuōuin Kyōma (鳳凰院 凶真 Hōōin Kyōma). Mayuri và Daru thường gọi cậu là "Okarin" (オカリン), tên ghép (portmanteau) từ tên và họ của cậu. Cậu sáng lập ra nhóm "Future Gadget Laboratory" (未来ガジェット研究所 Mirai Gajetto Kenkyūjo) ở Akihabara, nơi cậu dành phần lớn thời gian của mình tại đây, và tự đặt mình là Thành viên Phòng số 001 (tiếng Anh: Lab Member No. 001) (vì cậu là thành viên đầu tiên). Okabe xuất hiện với hình tượng một kẻ hoang tưởng và hay gặp ảo mộng, thường đề cập tới cái gọi là "tổ chức" đang săn đuổi mình, nói chuyện với chính mình trên điện thoại, và thích dùng điệu cười gian ác (maniacal laughter). Hầu hết thời gian, cậu xuất hiện với tính cách ngạo mạn, luôn luôn mặc áo khoác phòng lab. Trong lúc thí nghiệm với việc du hành thời gian, cậu phát hiện ra rằng mình là người duy nhất sở hữu khả năng nhận biết được sự thay đổi giữa các dòng thời gian, và cậu đặt tên cho nó là "Reading Steiner".
Okabe gặp gỡ Makise Kurisu, nghiên cứu sinh 18 tuổi ngành thần kinh học tại một đại học ở Mỹ, trong một lần cô về nước để gặp cha mình. Từng có bài nghiên cứu được đăng trên tạp chí học thuật Science, Makise là một tài năng thiên bẩm. Cô đã bỏ qua một cấp học trong hệ thống giáo dục của Mỹ. Okabe thường gọi cô là trợ lý (助手 joshu, tiếng Anh:assistant) hay bằng một trong nhiều nickname mà cậu nghĩ ra, như là "Christina" (クリスティーナ Kurisutīna), "the Zombie","Perverted Genius Girl" (Nữ thiên tài biến thái), "American Virgin" và "Celeb Sev" (Celeb 17), điều thường khiến cô rất bực mình. Makise là một tsundere điển hình, mặc dù cô luôn phủ nhận điều này mỗi khi có ai đó (thường là Daru) gọi cô như thế. Cô được Okabe đặt là Thành viên Phòng số 004.
Đồng hành cùng Okabe là Shiina Mayuri, bạn thân từ thời thơ ấu của Rintarō, nhưng ngược lại với cậu, cô bé lại có hơi chút ngốc nghếch, đồng thời là Thành viên Phòng số 002. Shiina thích làm ra các bộ trang phục cosplay và làm việc bán thời gian tại maid café "Mayqueen Nyannyan". Cô hay tự gọi mình là Mayushii (まゆしぃ), cũng là tên ghép từ tên và họ của cô, và thường được Daru dùng để gọi cô. Cô có cách nói chuyện trẻ con rất đặc trưng, nhất là hay hát đoạn nhạc tutturū (トゥットゥルー) mỗi khi cô xuất hiện hay lúc giới thiệu bản thân.
Thành viên lab còn có Hashida Itaru, một hacker chuyên nghiệp quen với Okabe từ cấp 3, và là Thành viên Phòng số 003. Cậu có rất nhiều kinh nghiệm trong lập trình và phần cứng máy tính. Cậu đồng thời cũng là một tín đồ của văn hóa otaku.
Kiryū Moeka, người phụ nữ mà Okabe gặp tại Akihabara trong lúc đang tìm kiếm chiếc máy tính IBN 5100 và là Thành viên Phòng số 005. Kiryū vô cùng quý trọng chiếc điện thoại của mình và thậm chí trở nên kích động nếu người khác cố gắng đoạt lấy nó từ tay cô. Cô rất nhút nhát khi phải giao tiếp với người khác nên chỉ dùng tin nhắn điện thoại để trò chuyện ngay cả khi người kia đứng đối diện với mình. 
Nhân vật nữ chính thứ tư là Urushibara Luka, một người bạn của Okabe và là Thành viên Phòng số 006. Với vóc dáng của một thiếu nữ cùng cử chỉ cũng rất nữ tính do cách giáo dục từ nhỏ, cậu thậm chí mặc đồ của con gái cả trong lẫn ngoài ngôi đền của cha mình. Cậu còn là bạn thân và bạn cùng lớp với Shiina, người hay yêu cầu cậu thử những bộ đồ cosplay của cô bé, nhưng vì tính cách rụt rè của mình, cậu thường từ chối.
Nhân vật nữ chính thứ năm là Faris Nyannyan, 17 tuổi, làm việc tại maid café "MayQueen NyanNyan", cùng với Shiina, và là tiếp viên nổi tiếng nhất ở đây, đồng thời là Thành viên Phòng số 007. Tên thật của cô là Akiha Rumiho. Gia đình cô sở hữu Akihabara, và cô đồng thời là người đứng sau nguồn động lực biến nơi đây trở thành thành phố của moe và anime.
Cuối cùng là Amane Suzuha, 18 tuổi, làm việc bán thời gian cho chủ nhà của Okabe và đang tìm kiếm cha mình ở Akihabara, đồng thời là Thành viên Phòng số 008. Cô rất thích đạp xe và vì một lý do nào đó mà cô lại có hiềm khích với Makise.

### Cốt truyện

#### Kịch bản gốc
Tóm tắt dưới đây dựa theo nhánh truyện với kết thúc thực sự (True End route).
Steins;Gate diễn ra ở Akihabara, một quận của Tokyo. Vào ngày 28 tháng 7 năm 2010, Okabe Rintarō và bạn của mình Shiina Mayuri đi đến tòa nhà Radio Kaikan để dự một hội nghị, nơi Rintarō phát hiện ra thi thể của Makise Kurisu nằm trên một vũng máu. Ngay khi Rintarō gửi một tin nhắn về sự việc cho bạn của mình, Itaru "Daru" Hashida, cậu nhận thấy một hiện tượng kỳ lạ và mọi người xung quanh mình biến mất, nhưng không ai nhận ra sự thay đổi đó. Sau khi bắt gặp Kurisu, vẫn còn sống và khỏe mạnh, đồng thời khám phá ra tin nhắn gửi cho Itaru đã tới một tuần trước đó, Rintarō sớm đi đến kết luận rằng chiếc 'PhoneWave' (tạm dịch: lò vi sóng điều khiển bằng điện thoại di động) mà cậu và bạn mình đang phát triển thực chất là một cỗ máy thời gian có khả năng gửi tin nhắn về quá khứ. Cậu và những người bạn cũng biết được là SERN, một tổ chức đang nghiên cứu về du hành thời gian, thực sự đã đưa được con người về quá khứ mặc dù kết quả đều dẫn đến cái chết cho đối tượng thí nghiệm. Rintarō bắt đầu thử nghiệm với "D-Mail" (Dメール D mēru, viết tắt của DeLorean mail), việc này dẫn đến nhiều thay đổi lớn đối với dòng thời gian hiện tại. Kurisu sau này đã thay đổi chiếc máy để có thể truyền ký ức của một người qua thiết bị này về quá khứ.
Tuy nhiên, SERN biết về sự tồn tại của chiếc máy này và cho người tới lấy nó, đồng thời giết hại Mayuri khi đang thực hiện kế hoạch. Nhờ chiếc máy của Kurisu, Rintarō trở về quá khứ vô số lần hòng cứu Mayuri khỏi cái kết bi thảm, nhưng tất cả đều bất thành. Khi Rintarō đã gần như buông xuôi, Amane Suzuha xuất hiện, người quay về từ thế giới bị chi phối bởi SERN nhờ sở hữu cỗ máy thời gian, và bảo rằng cậu phải tìm cách trở về dòng thời gian Beta, nơi Mayuri sẽ không chết. Bằng việc xóa bỏ sự thay đổi với dòng thời gian của những D-Mail đã gửi, Rintarō lấy lại được chiếc máy tính IBN 5100 mà cậu đã mất vì những thí nghiệm trước đó, cho phép cậu xâm nhập vào hệ thống của SERN và xóa bỏ bằng chứng về D-Mail đầu tiên của mình. Tuy nhiên, Rintarō nhận ra rằng nếu làm như vậy, cậu sẽ trở về dòng thời gian mà Kurisu chết. Sau khi thổ lộ tình cảm dành cho nhau, Kurisu bảo Rintarō hãy cứu lấy Mayuri. Một cách miễn cưỡng, Rintarō đồng ý và xóa bằng chứng về D-Mail của mình trong kho dữ liệu của SERN để trở lại dòng thời gian Beta.
Một quãng thời gian sau, Suzuha lại xuất hiện trước Rintarō, lần này là bằng cỗ máy thời gian từ một tương lai khác. Cô bảo Rintarō rằng cách duy nhất để tránh Thế chiến III xảy ra trong tương lai là ngăn chặn cái chết của Kurisu, gây ra bởi chính cha cô là Dr. Nakabachi, kẻ đã đánh cắp lý thuyết về cỗ máy thời gian của cô và công khai dưới tên của mình. Tuy nhiên, chiến dịch này kết thúc trong thảm họa với việc chính Rintarō vô tình tự mình giết chết Kurisu. Sau thất bại đó, Rintarō có thể xem được tin nhắn của chính mình trong tương lai, nói rằng cách để cứu Kurisu mà không ảnh hưởng tới sự kiện đã khiến cậu phát triển cỗ máy thời gian là đánh lừa bản thân trong quá khứ, để cậu tin rằng  Kurisu đã bị giết và đồng thời đạt được giá trị thay đổi cuối cùng (divergence value) 1.048596%, dòng thời gian mà cậu đặt tên là 'Steins Gate'. Trở về quá khứ lần nữa, Rintarō đặt cược chính mạng sống của mình để cứu Kurisu, ngăn chặn thành công Nakabachi trốn thoát với nghiên cứu về cỗ máy thời gian, và đánh lừa bản thân cậu trong quá khứ, đặt cậu vào cuộc hành trình xuyên thời gian. Trở về dòng thời gian Steins Gate, nơi tránh được viễn cảnh của Thế chiến III, Rintarō và Kurisu gặp lại nhau (vô tình hay do định mệnh sắp đặt) trên một con đường ở Akihabara.

#### Các kịch bản truyện khác
Những lựa chọn của người chơi trong game có thể dẫn đến nhiều kịch bản đồng thời là kết thúc khác cho truyện.
Với kịch bản Amane Suzuha, Okabe quyết định không gửi D-Mail dùng để ngăn mình khỏi bám theo Suzuha. Nhằm cứu lấy Mayuri, cậu đã lặp lại hai ngày cuối cùng trước cái chết của cô rất nhiều lần. Sau vô số thất bại,  Okabe đánh mất hoàn toàn cảm xúc lẫn bản thân vì mắc kẹt trong vòng lặp vô tận của hai ngày đó. Cuối cùng, Suzuha nhận thấy thay đổi trong cách hành xử của Okabe. Cô bảo rằng cậu sẽ "chết" dần bên trong, và hệ số khác biệt của thế giới vẫn sẽ không thay đổi. Hai người quyết định cùng quay về quá khứ và thề sẽ ngăn chặn tương lai đen tối của SERN, mặc cho khả năng cả hai đều có thể bị mất hết ký ức(có thể tạm coi đây là Bad Ending do không rõ vận mệnh của hai người).
Với kịch bản Faris NyanNyan, Okabe quyết định không gửi D-Mail dẫn đến cái chết của cha Faris hòng tránh việc bị mất chiếc máy tính IBN 5100. Thay vào đó, cậu gửi một D-Mail khác để cố gắng thuyết phục ông không bán chiếc máy tính IBN. Hệ số khác biệt lớn hơn 1% đạt được, nhưng chiếc máy đo trả lại kết quả kỳ lạ và không một người bạn nào của Okabe còn ký ức gì về cậu. Ở dòng thời gian mới, Okabe và Faris là cặp đôi sống chung với nhau, tham gia vào giải đấu  Rainet Access Battlers card game. Mặc dù thất vọng với việc không còn người bạn nào nhớ về mình, Okabe vẫn bằng lòng với việc đã ngăn được cái chết của Mayuri. Cậu quyết định xây dựng cuộc sống mới bên cạnh Faris.
Trong kịch bản Urushibara Luka, Okabe quyết định không gửi D-Mail để thay đổi giới tính của Luka lại thành nam. Cậu chấp nhận cái chết không thể tránh khỏi của Mayuri và không còn cố gắng cứu cô bé nữa. Okabe và Luka quyết định dành phần đời còn lại sống chung với nhau, cùng chia sẻ nỗi buồn và dằn vặt mà chỉ có họ mới hiểu.
Ở kịch bản Shiina Mayuri, Okabe phải lựa chọn giữa việc cứu sống Mayuri hoặc Kurisu. Nhận ra rằng mình có tình cảm đặc biệt dành cho Mayuri, Okabe và Kurisu quyết định trở về dòng thời gian Beta nơi việc sát hại Kurisu xảy ra. Sau khi hack vào dữ liệu của SERN thành công với chiếc máy tính IBN, đạt được hệ số khác biệt 1%. Okabe thề sẽ nhớ mãi nhưng kỷ niệm đẹp về Kurisu, và dành thời gian còn lại với Mayuri là người yêu của mình.
Kịch bản Makise Kurisu đi theo gần giống cốt truyện gốc. Để đi tới kịch bản này, người chơi phải có nhiều đoạn hội thoại với Kurisu xuyên suốt trò chơi. Làm vậy sẽ cho phép Okabe và Kurisu nhận ra tình cảm thực sự của họ dành cho nhau. Không giống với cốt truyện gốc, cái chết của Kurisu không thể được ngăn chặn sau phần credits.

## Phát triển
Steins;Gate là thành quả của lần hợp tác thứ hai giữa 5pb. và Nitroplus sau Chaos;Head. Trò chơi được xây dựng theo tiêu chí "99% khoa học (thực tế) và 1% giả tưởng". Việc lập kế hoạch cho Steins;Gate được dẫn dắt bởi Shikura Chiyomaru của 5pb. Phần thiết kế nhân vật do Fuke Ryohei đảm nhận, còn biết đến dưới tên 'Huke' (nổi tiếng với phần minh họa cho series Metal Gear, và là tác giả của Black Rock Shooter) trong khi Sh@rp phụ trách phần thiết kế các thiết bị. Hayashi Naotaka của 5pb. sáng tác phần bối cảnh với sự giúp đỡ của Shimokura Vio từ Nitroplus. Matsuhara Tatsuya từ 5pb. là nhà sản xuất và Pehara Tosō từ Nitroplus làm đạo diễn nghệ thuật. Âm nhạc do Abo Takeshi  của 5pb biên soạn cùng với Isoe Toshimichi của Zizz Studio. Shikura, Hayashi, Matsuhara, Abo, và Isoe đã từng làm việc cùng nhau trong Chaos;Head. Tựa đề "Steins;Gate" thực ra không hề có ý nghĩa gì đặc biệt, được lấy ý tưởng từ "Stein" trong tiếng Đức nghĩa là hòn đá, và gắn liền với tên nhà vật lý nổi tiếng Albert Einstein.
Trước khi công bố, một trang trên website của 5pb. được dùng để tiết lộ sơ qua về game, đề cập trò chơi đơn giản dưới cái tên Dự án S;G và thông báo rằng đây là sự hợp tác giữa 5pb. và Nitroplus. Trang web của Nitroplus có có thêm gợi ý về nó trên website kỷ niệm 10 năm thành lập của mình. Matsuhara, cũng là nhà sản xuất của Chaos;Head, từng trước đó đưa ra thông báo rằng trò chơi sẽ lấy bối cảnh ở Akihabara và dự án với Nitroplus sẽ là phần thứ hai trong loạt game về chủ đề "Tiểu thuyết khoa học (科学ノベル Kagaku Noberu, tiếng Anh: Science Novels)". Vào ngày 12 tháng 6 năm 2009, việc đếm ngược kết thúc và cái tên Steins;Gate ra mắt.
Matsuhara, người mang đến ý tưởng hệ thống kích hoạt bằng điện thoại, nói rằng ban đầu ông muốn kết hợp điện thoại của chính người chơi vào hệ thống. Tuy nhiên, ý tưởng này bị loại bỏ bởi lo ngại về vấn đề vi phạm luật riêng tư ở Nhật Bản. Khi được hỏi về việc liệu hệ thống kích hoạt bằng điện thoại có thể được sử dụng ở các phần tiếp theo của trò chơi, Hayashi nói rằng ông hi vọng đây không trở thành một vấn đề lớn và nhớ lại rằng mình từng nói "ai đã nghĩ ra cái hệ thống này!" trong lúc soạn nội dung cho các đoạn hội thoại. Dù Shitakura không trực tiếp đóng góp vào kịch bản, Hayashi nói rằng Shitakura đã giúp đỡ ông với phần cốt truyện chung và hỗ trợ trong nửa sau của câu chuyện. Cụ thể, Shitakura đã trợ giúp rất nhiều ở khía cạnh du hành thời gian của truyện. Hayashi còn nói rằng dù không muốn phần kịch bản bị lặp lại nhiều lần, nhưng điều đó là không thể tránh khỏi bởi việc người chơi phải trở về quá khứ nên ông đã cố gắng nhấn mạnh sự phát triển chung của câu chuyện và cách mà cốt truyện phơi bày ra cho người chơi. Với việc đề cập đến chủ đề du hành thời gian, Hayashi cảm thấy đề tài này đã quá phổ biến và bày tỏ mối lo ngại ngay khi lần đầu nghe về nó từ Shikura.
Hanazawa Kana nói rằng cô đã rất vui khi được chọn để tham gia Steins;Gate bởi cô cảm thấy rất hiếm khi cô được góp phần vào một game nghiêm túc như vậy. Cô còn nghĩ rằng trò chơi này đem đến nhiều cảm giác xúc động nhiều hơn là sợ hãi và nhờ vậy cuốn hút người chơi tiếp tục đi sâu hơn vào câu chuyện.

### Lịch sử phát hành
Steins;Gate được lần đầu thông báo trong giai đoạn gold vào ngày 18 tháng 9 năm 2009 với phần demo được ra mắt vài tuần sau đó trên Xbox Live Marketplace ngày 7 tháng 10 năm 2009 dành cho hội viên vàng trên nền tảng Xbox Live và công khai cho mọi thành viên khác vào ngày 14 tháng 10 năm 2009. Bản demo cho phép người chơi trải nghiệm thử phần mở đầu và chương đầu tiên của truyện. Steins;Gate được phát hành với cả hai phiên bản giới hạn và bản thường vào ngày 15 tháng 10 năm 2009. Phiên bản giới hạn bao gồm trò chơi, một món đồ chơi có tên "Future Gadget #3 Lie Detector" xuất hiện trong game và một quyển artbook bìa cứng nhỏ trong đó có nhiều hình minh họa khác nhau cùng với thông tin xung quanh về vũ trụ của game và lời bình từ các thành viên nhóm sản xuất. Phiên bản chuyển thể cho nền tảng Windows được phát hành vào ngày 26 tháng 8 năm 2010, và kèm thêm các CG. Phiên bản cho PlayStation Portable ra mắt vào ngày 23 tháng 6 năm 2011. Trò chơi bao gồm các yếu tố nằm trong nội dung có thể tải về được của phiên bản Xbox 360 cùng đoạn phim mở đầu, ca khúc mở đầu và kết thúc mới. Game cũng được phát hành cho các thiết bị cùng iOS của Apple vào ngày 25 tháng 8 năm 2011. Ngoài ra, còn có Steins;Gate: Hiyoku Renri no Darling là phiên bản chuyển thể dành cho PlayStation Vita và trong đó cũng bao gồm cả game gốc, ra mắt ngày 14 tháng 3 năm 2013. Tất cả các bản bán ra đều đi kèm với một vé miễn phí xem bộ phim sắp ra mắt. Tại Anime Expo 2013, JAST USA thông báo rằng họ đã mua bản quyền phát hành phiên bản dành cho PC của game tại thị trường Bắc Mỹ. Trò chơi được phát hành ngày 31 tháng 3 năm 2014 ở dạng phiên bản giới hạn, cũng như digital. Phiên bản giới hạn bao gồm hộp deluxe collector, một quyển fan book cùng artwork, một bộ bản sao các huy hiệu của Future Gadget Laboratory, sách hướng dẫn, và đĩa trò chơi. Bản thông thường được phát hành sau đó. Vào ngày 16 tháng 12 năm 2014, PQube thông báo họ sẽ tung ra phiên bản dành cho PlayStation 3 và PlayStation Vita của game tại Bắc Mỹ và châu Âu năm 2015. Phiên bản vật lý của game chỉ được bán trên Amazon.com ở Mỹ, trong khi tại Canada, người chơi có thể tìm được ở VideoGamesPlus.ca. Bản PC của trò chơi ra mắt trên Steam vào ngày 8 tháng 9 năm 2016.

## Truyền thông

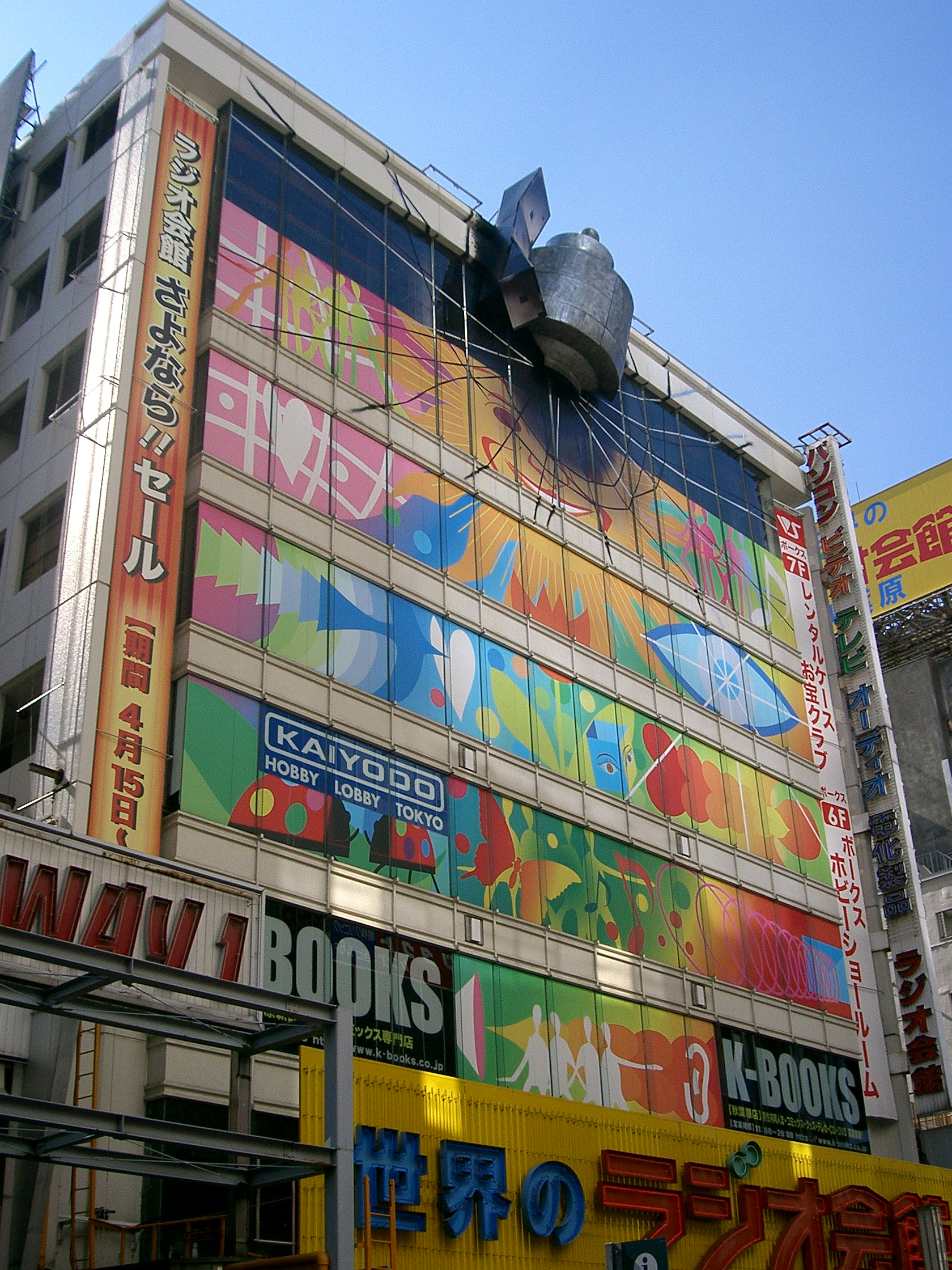
Mô hình vệ tinh nhằm quảng bá cho trò chơi ở tòa nhà Radio Kaikan ngoài đời thực tại Akihabara vào tháng 10 năm 2011

### Trò chơi điện tử
Thành công của Steins;Gate đã dẫn đến phần tiếp theo của câu chuyện được sản xuất.
Steins;Gate: Hiyoku Renri no Darling ra mắt ngày 6 tháng 6 năm 2011, và rất giống với Chaos;Head Love Chu Chu! về phong cách. Cốt truyện của phần này không liên quan gì đến câu chuyện gốc, và mang tính giải trí nhiều hơn. Ban đầu chỉ dành cho Xbox 360, nhưng sau đó game được chuyển thể thành các phiên bản cho PS3, PSP, và PlayStation Vita.  Bản dành cho iOS cũng được phát hành sau này vào ngày 3 tháng 10 năm 2013.
Steins;Gate: Hen'i Kuukan no Octet là phần mở rộng không chính thức của cốt truyện chính trong trò chơi. Không giống với định dạng của một game visual novel hiện đại, bản retro game mô phỏng theo phong cách của các game đồ họa text adventure từ thời đại PC 8-bit (ví dụ PC-88), với việc người chơi nhập vào các dòng lệnh ngắn để tương tác và khám phá thế giới trong game. Game còn có cả hình nền và nhân vật theo phong cách định dạng điểm ảnh có màu đơn giản với mô phỏng hiệu ứng scanline, và âm nhạc chiptune chơi trong phần mô phỏng lại FM chip cùng việc không có phần thoại. Đoạn mở đầu game kể về Okabe Rintarō nhận được D-Mail từ chính mình ở năm 2025 bảo rằng cậu phải cứu lấy tương lai bằng việc lấy lại chiếc máy IBN 5100 từ một người có bí danh "Neidhardt". Nhân vật này là Nishijō Takumi trong Chaos;Head, khi cậu sử dụng cùng tên người chơi trong trò chơi MMORPG yêu thích của mình, D-Mail này nói rằng "Neidhardt" sống ở Shibuya và "sở hữu, những khả năng siêu nhiên", nhắc đến sức mạnh của cậu khi là một gigalomaniac. Mặc dù không chính thức, nhưng trò chơi vẫn ẩn chứa nhiều quả trứng phục sinh và thông tin liên hệ giữa Chaos;Head và Steins;Gate với nhau. Game phát hành chỉ dành cho PC vào ngày 28 tháng 10 năm 2011. Một phiên bản demo khác cũng đang được cho tải về miễn phí. Bộ manga chuyển thể chính thức của câu chuyện cũng đã được phát hành.
Một game spin-off thứ ba tựa là Steins;Gate Senkei Kōsoku no Phenogram, được phát hành vào ngày 25 tháng 4 năm 2013 tại Nhật cho Xbox 360 và PlayStation 3. Trò chơi giới thiệu thêm về nhiều cốt truyện khác so với bản gốc, một số là từ góc nhìn của các thành viên lab khác thay vì Okabe. Phiên bản chuyển thể dành cho PlayStation Vita của trò chơi ra mắt vào ngày 28 tháng 11 năm 2013. Phần tiếp theo chính thức, Steins;Gate 0, được công bố vào tháng 3 năm 2015. Trò chơi phát hành trên các hệ máy PlayStation 3, PlayStation 4 và PlayStation Vita. Ban đầu, trò chơi được dự kiến ra mắt tại Nhật vào ngày 19 tháng 11 năm 2015 nhưng sau đó bị dời lại ngày 10 tháng 12 năm 2015.
Bản cập nhật mới của Steins;Gate, tựa Steins;Gate Elite, dự kiến phát hành vào năm 2018 tại Nhật cho PlayStation 4, PlayStation Vita và Nintendo Switch. Không giống với các game Science Adventure trước đó, trò chơi này sẽ hoàn toàn mang yếu tố hoạt họa, sử dụng tư liệu từ loạt anime Steins;Gate cùng với những cảnh mới không xuất hiện trong mạch truyện của anime; phần hoạt họa sẽ được chơi song song với đoạn hội thoại và lồng tiếng từ phiên bản gốc của game. Phần hoạt hình mới sẽ do White Fox đảm nhiệm, cùng hãng phim đã sản xuất loạt anime của game.

### Phát thanh Internet
Một chương trình phát thanh Internet để quảng bá cho Steins;Gate tên "Steins;Gate Radio Future Gadget Radio Show (Steins;Gate ラジオ　未来ガジェット電波局 Steins;Gate Rajio Mirai Gajetto Denpakyoku)" bắt đầu lên sóng từ ngày 11 tháng 9 năm 2009. Show này được phát sóng trực tiếp mỗi thứ sáu, và do HiBiKi Radio Station sản xuất. Dẫn dắt bởi Imai Asami, nữ diễn viên lồng tiếng cho Makise Kurisu, và Hanazawa Kana, nữ diễn viên lồng tiếng cho Shiina Mayuri. Khách mời bao gồm Kobayashi Yū, nữ diễn viên lồng tiếng cho Urushibara Luka, và Yamamoto Ayano, nữ diễn viên lồng tiếng cho Tennōji Nae (天王寺綯 Tennōji Nae). Phần cuối phát sóng vào ngày 20 tháng 10 năm 2009. CD của show Comiket đặc biệt cùng Momoi Haruko, nữ diễn viên lồng tiếng cho Feiris Nyannyan, với vai trò khách mời được phát hành vào ngày 29 tháng 12 năm 2009. Bộ sưu tập cả tám buổi phát thanh Internet, show Comiket, và một show mới ra mắt ngày 3 tháng 2 năm 2010, trong đó còn có kèm với soundtrack của trò chơi. Các buổi phát thanh Internet được ghi âm lại dưới định dạng MP3.

### Manga
Vào ngày 26 tháng 10 năm 2009, bộ manga chuyển thể của Yomi Sarachi bắt đầu đăng trên Monthly Comic Alive của Media Factory 's November 2009 issue. Mặc dù ra mắt trước visual novel, cốt truyện vẫn được lấy ý tưởng trò chơi.
Bốn loạt manga về các câu chuyện bên lề cũng đang được xuất bản. Steins;Gate: Bōkan no Rebellion (STEINS;GATE 亡環のリベリオン Shutainzu Gēto Bōkan no Reberion, "Steins;Gate: Death Ring Rebellion"), minh họa bởi Mizuta Kenji, bắt đầu ra mắt trên Monthly Comic Blade của Mag Garden số tháng 2 năm 2010. Truyện tập trung vào góc nhìn của Amane Suzuha về những gì diễn ra. Steins;Gate: Onshū no Braunian Motion (STEINS;GATE 恩讐のブラウニアンモーション Shutainzu Gēto Onshū no Buraunian Mōshon, "Steins;Gate: Love/Hate Braunian Motion), của Mizoguchi Takeshi, đăng trên tạp chí mạng Comic Clear thuộc Famitsu và lấy theo góc nhìn của Tennōji Yūgo. Steins;Gate: Shijō Saikyō no Slight Fever (STEINS;GATE 史上最強のスライトフィーバー Shutainzu Gēto Shijō Saikyō no Suraito Fībā, "Steins;Gate: The World's Strongest Slight Fever"), do Morita Yuzuhana minh họa, xuất bản trên Comptiq của Kadokawa Shoten số tháng 2 năm 2011 và được chuyển sang Monthly Shōnen Ace vào số tháng 10 năm 2011 của tạp chí này. Manga tập trung vào góc nhìn của Makise Kurisu về sự kiện đã diễn ra. Một manga khác, tựa Steins;Gate: Hiyoku Renri no Sweets Honey (STEINS;GATE 比翼恋理のスイーツはにー Shutainzu Gēto Hiyoku Renri no Suītsu Hanī) bắt đầu phát hành trên Comic Blade số tháng 8 năm 2011. Truyện bám theo các sự kiện được nói đến trong fandisc. Manga chuyển thể từ drama CD, Steins;Gate: Aishin Meizu no Babel (STEINS;GATE 哀心迷図のバベル Shutainzu Gēto Aishin Meizu no Baberu), cũng kể từ góc nhìn của Kurisu, minh họa bởi Nariie Shinichirou và ra mắt trên tạp chí Ultra Jump của Shueisha từ ngày 15 tháng 5 năm 2012.
Manga hài spinoff, tựa Steins;Gate! (しゅたいんず・げーと), của Nini đã phát hành trên Monthly Comic Alive của Media Factory  trong số tháng 3 năm 2011.
Một cuốn sách bao gồm thông tin và thiết kế của Steins;Gate được phát hành bởi Enterbrain vào ngày 26 tháng 2 năm 2010.

### Light novel
Light novel tiếp theo của câu chuyện, vào thời điểm 6 năm sau của sự kiện trong game tựa Steins;Gate: The Committee of Antimatter, ra mắt ngày 16 tháng 1 năm 2015. Tuy nhiên, vì "nhiều lí do khác nhau", một thông báo vào ngày 22 tháng 12 năm 2014 nói rằng bộ tiểu thuyết đã bị hủy.

### Các drama CD
Ba drama CD phát hành lần lượt vào ngày 31 tháng 3 năm 2010, 28 tháng 4 năm 2010, và 2 tháng 6 năm 2010. Drama CD lấy bối cảnh của chương 10 cốt truyện Kurisu.

### Anime
Vào ngày 25 tháng 7 năm 2010, Shikura Chiyomaru thông báo trên trang Twitter của mình rằng Steins;Gate sẽ được chuyển thể thành anime. Thông tin thêm về bộ phim được tiết lộ trong số tháng 9 năm 2010 của tạp chí Newtype và Comptiq. Loạt phim sản xuất bởi White Fox và công chiếu tại Nhật từ ngày 6 tháng 4 năm 2011 đến ngày 14 tháng 9 năm 2011. Toàn bộ loạt phim sẽ được phát hành dưới dạng các bộ DVD/Blu-ray combo ở Nhật. Mỗi bộ gồm 2–3 tập, art book, và đĩa bonus chứa phần nhạc và radio drama của dàn diễn viên lồng tiếng Nhật. Một tập OVA được phát hành trong bộ DVD/BD cuối cùng vào ngày 22 tháng 2 năm 2012. Phim do Hamasaki Hiroshi và Satō Takuya đồng đạo diễn, cùng phần biên soạn của Hanada Jukki và âm nhạc đảm nhiệm bởi Abo Takeshi và Jun Murakami. Funimation đã mua bản quyền loạt phim tại Bắc Mỹ và phát hành nó trong 2 bộ combo Blu-ray/DVD, lần lượt vào ngày 25 tháng 9 năm 2012 và 18 tháng 12 năm 2012. Cả hai được tổng hợp lại thành 1 bộ hoàn chỉnh trong gói Blu-ray/DVD thuộc dòng phát hành đặc biệt "Anime Classics" của Funimation. Gói này được tung ra vào ngày 30 tháng 9 năm 2014. Manga Entertainment đăng ký bản quyền loạt phim tại Anh và phát hành chúng thành hai phần lần lượt vào ngày 15 tháng 7 năm 2013 và và 30 tháng 9 năm 2013. Bốn tập phim ngắn original net animation, tựa Steins;Gate - Sōmei Eichi no Cognitive Computing (シュタインズゲート 聡明叡智のコグニティブ・コンピューティング Steins;Gate Cognitive Computing of Intelligent Wisdom), ra mắt vào ngày 14 tháng 10 năm 2014 và ngày 11 tháng 11 năm 2014 là sự hợp tác với IBM để giới thiệu về cognitive computing.
Anime chuyển thể của Steins;Gate 0 đang trong quá trình sản xuất. Để chuẩn bị cho ngày ra mắt, một phiên bản khác của tập 23 thuộc loạt anime đầu tiên được công chiếu vào ngày 2 tháng 12 năm 2015 thuộc một phần nằm trong sự kiện phát sóng lại bộ phim, nói về một cái kết khác dẫn đến câu chuyện Steins;Gate 0.

### Phim
Phim anime, tựa Steins;Gate: The Movie − Load Region of Déjà Vu, được công bố vào cuối loạt anime đầu tiên. Bộ phim, nói về câu chuyện diễn ra sau sự kện chính của loạt phim, công chiếu tại các rạp ở Nhật vào ngày 20 tháng 4 năm 2013, và sau đó là phát hành dưới dạng đĩa Blu-ray cùng DVD vào ngày 13 tháng 12 năm 2013.

### Âm nhạc
Steins;Gate có 4 ca khúc chính, ca khúc mở đầu "Sky Clad Observer" (スカイクラッドの観測者 Sukai Kuraddo no Kansokusha), ca khúc kết thúc đầu tiên "Another Heaven", ca khúc kết thúc thứ hai "Unmei no Farfalla" (運命のファルファッラ Unmei no Farufarra), và bản nhạc thêm "Technovision". Ca khúc thứ ba được trình bày bởi Sakakibara Yui trong khi các bài còn lại do Itō Kanako thể hiện. Bản "Technovision" của Itō cũng nằm trong album "Stargate" của cô phát hành vào ngày 26 tháng 8 năm 2009. "Sky Clad Observer" biên soạn bởi Shikura Chiyomaru còn "Another Heaven" thì do Suda Yoshihiro đảm nhiệm. Single "Sky Clad Observer" phát hành vào ngày 28 tháng 10 năm 2009. Ca khúc "Unmei no Farufarra" của Sakakibara được Hayashi Tatsuhi biên soạn cùng single ra mắt vào ngày 25 tháng 11 năm 2009. Phiên bản game dành cho PC có phần ca khúc mở đầu được làm mới hoàn toàn, "AR" do Itō Kanako trình bày. Tương tự, phiên bản cho PSP và PS3 cũng đều dùng các ca khúc mới, tất cả đều do Itō thể hiện. Ca khúc mở đầu lần lượt là "Space Engineer" (宇宙エンジニア Uchuu Engineer) và "Hisenkei Jeniakku" (非線形ジェニアック Hisenkei Jeniakku). Phiên bản dành cho PSP dùng ca khúc kết thúc khác "In the Moonlit Night of Preghiera" (プレギエーラの月夜に Preghiera no Tsukiyo Ni) trình bày bởi Sakakibara Yui. Tất cả các ca khúc trên đều được phát hành trong các single khác nhau, và cuối cùng là các bản vocal collection vào ngày 26 tháng 6 năm 2013. Biên soạn cho phần nhạc nền bao gồm các tác giả Shikura Chiyomaru, AKIRASTAR, Abo Takeshi , Tatsushi Hayashi, và Suda Yoshihiro; tất cả đều từng làm việc chung với 5pb ở các tựa game khác. Soundtrack của game được phát hành vào ngày 3 tháng 2 năm 2010 nằm trong 2 đĩa thuộc gói 3 đĩa bao gồm cả bản thu âm các tập của show phát thanh Internet. Toàn bộ phần nhạc nền của game đều nằm trong bộ đĩa cũng như phiên bản rút gọn các track nhạc gốc thuộc Xbox 360. Bản piano của "Gate of Steiner" cũng nằm trong đó. Trong tập 4, ca khúc "Watashi☆LOVE na☆Otome!" của Afilia Saga East, cũng là ca sĩ thể hiện ca khúc mở đầu trong phần tiếp theo game Steins;Gate, có thể được nghe thấy. Bản kép Collector's Edition cho PS3, bao gồm cả Steins;Gate và Hiyoku Renri no Darling, phát hành chung với một track phụ đặc biệt "Steins;Gate Symphonic Material." 10 track nhạc sưu tập được sắp xếp lại từ trong game, trình bày bởi dàn nhạc giao hưởng của hãng phim sản xuất và phát hành vào ngày 24 tháng 5 năm 2012. Bộ này sau đó còn được mở rộng khi bản thương mại 2-đĩa chính thức được bán ra dưới tên gọi "Steins;Gate Symphonic Reunion" vào ngày 25 tháng 9 năm 2013.
Loạt anime có 4 ca khúc chính; ca khúc mở đầu là "Hacking to the Gate" của Kanako Ito, ca khúc kết thúc chính là "Tokitsukasadoru Jūni no Meiyaku" (刻司ル十二ノ盟約) của Sakakibara Yui (cô được đề cập đến ở phần credits dưới cái tên FES từ nhóm nhạc Chaos;Head "Phantasm" (ファンタズム)), ca khúc kết thúc cho tập 23 và 24 lần lượt là "Sukai Kuraddo no Kansokusha" (スカイクラッドの観測者) và "Another Heaven" đều do Kanako Ito thể hiện. Hai ca khúc đầu tiên là bản gốc (viết cho anime), ca khúc kết thúc của 2 tập 23 và 24 được lấy từ visual novel. Phần nhạc nền của anime do Abo Takeshi, Jun Murakami, và Suda Yoshihiro biên soạn. Ngoài các đoạn nhạc được tận dụng từ trong game ra, phim còn có nhiều bản nhạc mới hoàn toàn do dàn nhạc giao hưởng của nhà sản xuất thực hiện. Soundtrack của anime không được thương mại hóa, thay vào đó được phát hành trong 2 đĩa thuộc bộ Blu-rays tiếng Nhật. Album đầu tiên "Butterfly Effect" phát hành cùng với Volume 2 vào ngày 27 tháng 6 năm 2011 trong khi album thứ hai "Event Horizon" ra mắt cùng lúc với Volume 8 vào ngày 25 tháng 1 năm 2012.

### Board game
Phiên bản đời thực của trò chơi thẻ bài trong game, Rainet Access Battlers (雷ネットアクセスバトラーズ Rainetto Akusesu Batorāzu), được làm bởi GigasDrop và phát hành tại Nhật vào ngày 28 tháng 12 năm 2011.

### Live action
Live action của Steins;Gate tựa Living ADV: Steins;Gate hoàn thành 8 ngày diễn tại nhà hát Zepp Diver City Theater ở Tokyo vào ngày 20 tháng 10 năm 2013.

### Xuất hiện trong các game khác
Kurisu và Mayuri xuất hiện trong một crossover của trò chơi Nendoroid, Nendoroid Generation, phát triển bởi Banpresto cho hệ máy PlayStation Portable và ra mắt vào ngày 23 tháng 2 năm 2012.
Game chiến đấu 2D Phantom Breaker có sự xuất hiện của Kurisu với vai trò nhân vật khách mời và ra mắt tại Nhật vào ngày 2 tháng 6 năm 2011. Kurisu còn được thêm vào phần DLC cho spin-off của game là Phantom Breaker: Battle Grounds.

## Đón nhận
Ishii Senji từ Famitsu Xbox 360 đánh giá cao độ chi tiết của bối cảnh truyện, đồng thời ông cũng nhận thấy các tình tiết bị bỏ qua vì ít nổi bật lại có thể là yếu tố ảnh hưởng lớn tới các sự việc trong tương lai. Do phải tập hợp nhiều sự kiện lại với nhau để hình thành cốt truyện chính, ông tin rằng rất nhiều công sức đã được đầu tư để xây dựng phần kịch bản. Năm 2009, giải thưởng Famitsu Awards trao cho Steins;Gate giải trò chơi của năm, Game of Excellence. 4Gamer.net nhận định Steins;Gate có thể được so sánh với 428: Fūsa Sareta Shibuya de và ví nó như một viên ngọc quý chưa từng thấy trong những năm gần đây. ITmedia Gamez lưu ý rằng người chơi cần để ý tới mọi chi tiết của câu chuyện bởi những nút thắt của nó sẽ gây bất ngờ cho người chơi theo nhiều cách khác nhau. Họ còn đề nghị người chơi đừng tắt tiếng của những đoạn hội thoại giữa các nhân vật bởi phần lồng tiếng trong game được thực hiện rất tốt. Bài đánh giá còn cảnh báo người chơi đã thử qua đoạn demo mà không thích không khí trong game nhiều khả năng sẽ không nhận thấy sự thú vị ở phần còn lại của nó. Steins;Gate còn được ca ngợi bởi nhà sản xuất Asano Tomoya từ Square Enix, người mô tả truyện có "các nhân vật hấp dẫn và dễ yêu thích cùng phần kịch bản đầy bất ngờ dành cho người chơi"; điều này đã góp phần khuyến khích tác giả Hayashi Naotaka của Steins;Gate sáng tác cốt truyện và nhân vật cho trò chơi nhập vai Bravely Default: Flying Fairy. Năm 2011, Steins;Gate đứng thứ 6 trong bảng xếp hạng bình chọn "những game lấy đi nhiều nước mắt nhất" mọi thời đại của Famitsu.
Bản visual novel tiếng Anh Steins;Gate phát hành sau này cũng nhận được sự chào đón nồng nhiệt. Trên Metacritic, đây là game dành cho PC được đánh giá cao thứ 2 trong năm 2014, và là game trên PS Vita có điểm số cao nhất năm 2015. USgamer cũng đánh giá 5 trên 5 sao cho trò chơi, bình luận rằng game "tận dụng một cách xuất sắc các khả năng của một visual novel để diễn đạt câu chuyện của mình" và "là sự kết hợp tuyệt vời các mảnh ghép của tiểu thuyết tương tác, tác phẩm đã phối trộn bi kịch của nhân vật, khoa học giả tưởng cùng những phê bình về văn hóa đại chúng để tạo nên một tổng thể thuyết phục và đáng nhớ." GameFan ca ngợi cốt truyện là "xuất chúng", "kịch bản tuyệt vời" và "là game có mạch truyện hay nhất được phát hành trong năm, chấm hết." Họ còn phát biểu rằng "các nút thắt và bước ngoặt, các điểm truyện rẽ nhánh, nhiều cái kết và diễn tiến câu chuyện thật đáng kinh ngạc" cùng với "hệ thống lựa chọn dựa trên điện thoại khiến trò chơi dễ gần gũi hơn nhiều so với các game tương tự cùng thể loại". Dealspwn đánh giá cao phần kịch bản, nhân vật, nghệ thuật, biên kịch "xuất sắc" và đậm tính địa phương, cùng hệ thống kích hoạt bằng điện thoại vì đem lại "những lựa chọn thực với hệ quả vô cùng lớn", nhưng phê bình trò chơi ở phần mở đầu chậm và dùng "quá nhiều" từ lóng kỹ thuật. GamesMaster nhận định cốt truyện là thông minh, "cùng các nhân vật chính diện không thể nào quên", và là một trong "các visual novel tuyệt vời." Syfy gọi đây là "một trong các Visual Novel hay nhất mọi thời đại," và nhấn mạnh, dù "kẻ xấu tồn tại," "nhưng bằng cách cố cứu lấy tương lai, chính bạn cũng trở thành một trong số đó", đưa ra "những quyết định với hậu quả nghiêm trọng mà bạn không thể lường trước." Tạp chí PlayStation chính thức nói rằng "đây là một câu chuyện mà bạn sẽ muốn xem cho đến cùng." Steins;Gate được để cử giải Golden Joystick Award năm 2015 ở hạng mục "Best Handheld / Mobile Game".

### Doanh số
Steins;Gate đứng thứ 13 ngay trong tuần đầu tiên bán ra với doanh số 16.434 bản, và thứ 28 trong tuần tiếp theo với 4.253 bản, và thứ 26 trong tuần thứ 3 với 6.095 bản, tổng cộng là 26.782 bản tính tới ngày 29 tháng 10 năm 2009. Steins;Gate đứng ví trí số 4 trên tổng số các game bán ra cho Xbox 360 trên Amazon Nhật Bản trong năm tính từ ngày 1 tháng 1 năm 2008 tới ngày 30 tháng 11 năm 2009. Phiên bản cho PSP của Steins;Gate đứng thứ 2 trong bảng xếp hạng các game của Nhật, với doanh số 63.558 đơn vị ngay trong tuần đầu tiên. Đến tháng 6 năm 2011, tổng cộng có khoảng 300.000 bản copy đã được bán ra cho các hệ máy PC, Xbox 360 và PSP. Tới năm 2014, Steins;Gate đã bán hơn 500.000 bản. Ở bảng xếp hạng của Anh, tính đến ngày 8 tháng 6 năm 2015, Steins;Gate đứng đầu bảng xếp hạng của PlayStation Vita, thứ 3 ở bảng xếp hạng của PlayStation 3, và đứng thứ 18 trên bảng xếp hạng chung các hệ máy. Bản dành cho Android đã đạt được khoảng 50.000 đến 100.000 lượt tải về, tính đến năm 2015. Tới tháng 12 năm 2015, loạt visual novel Steins Gate đã bán hơn được 1 triệu bản, bao gồm cả 100.000 bản Steins;Gate 0.